# 1932 dans les chemins de fer
Chronologie des chemins de fer
1931 dans les chemins de fer - 1932 - 1933 dans les chemins de fer

## Évènements
- .  France :   Edmond Vagneux, né à Recologne (Doubs), ancien élève de l'École Polytechnique, et ingénieur des Ponts des Chaussées invente la traverse béton du type bibloc et un systeme de Fixation des rails aux traverses par tire fond  [1].
- 21 mars.  France :   la compagnie des chemins de fer de l'Est met les premières Michelines en service régulier sur la ligne Charleville-Givet.
- 10 mai.  France :   Achèvement de l'électrification de la ligne de Béziers à Neussargues, entre Sévérac-le-Château et Neussargues, en 1,5 kV continu.
- 25 août.  France :   Mise en service de la ligne de La Ferté-Hauterive à Gannat (PLM).
- 31 décembre 1932 : fermeture du tramway de Béthune à Estaires.